# Dźapa
Dźapa (dewanagari जप) – praktyka  intonowania świętych imion lub powtarzania religijnej formuły mantry.
W  krysznaizmie – intonowanie imion Wisznu na koralach mala posiadających 108 koralików.